# Список актёров и персонажей телесериала «Даллас» (2012)
«Даллас» (англ. Dallas) — американский телесериал, разработанный Синтией Сидре. Премьера сериала состоялась 13 июня 2012 на телеканале TNT, и в настоящее время транслируется второй сезон. Сюжет разворачивается вокруг богатой техасской семьи Юингов, владеющей нефтяным бизнесом «Юинг Оилз» и ранчо со скотоводством.
Сериал является продолжением (а не ремейком или перезагрузкой) оригинального телесериала с тем же названием, выходившего на CBS с 1978 по 1991 год. 8 июля 2011 года канал заказал съемки первого сезона из 10 эпизодов, премьера которого состоялась 13 июня 2012 года, а 29 июня 2012 года, после выхода в эфир всего четырёх эпизодов TNT продлил сериал на второй сезон из пятнадцати эпизодов. Сериал получил в основном благоприятные отзывы от критиков, а также добился успехов в телевизионных рейтингах, заняв первое место в списке самых просматриваемых премьер года кабельного телевидения, а также стал самой успешной новинкой года на кабельном телевидении. Премьера второго сезона состоялась 28 января 2013 года.

## Основной состав
| Джош Хендерсон     | Джон Росс Юинг III        | 1.01 | Регулярно    | Регулярно | Регулярно    |
| Джесси Меткалф     | Кристофер Юинг            | 1.01 | Регулярно    | Регулярно | Регулярно    |
| Джордана Брюстер   | Элена Рамос               | 1.01 | Регулярно    | Регулярно | Регулярно    |
| Джули Гонсало      | Памела Ребекка Барнс Юинг | 1.01 | Регулярно    | Регулярно | Регулярно    |
| Бренда Стронг      | Энн Юинг                  | 1.01 | Регулярно    | Регулярно | Регулярно    |
| Патрик Даффи       | Бобби Юинг                | 1.01 | Регулярно    | Регулярно | Регулярно    |
| Линда Грей         | Сью Эллен Юинг            | 1.01 | Регулярно    | Регулярно | Регулярно    |
| Ларри Хэгмэн       | Джей Ар Юинг              | 1.01 | Регулярно    | Регулярно |              |
| Митч Пиледжи       | Харрис Райланд            | 1.05 | Периодически | Регулярно | Регулярно    |
| Эмма Белл          | Эмма Джудит Райланд Браун | 2.01 |              | Регулярно | Регулярно    |
| Куно Бекер         | Дрю Рамос                 | 2.03 |              | Регулярно | Периодически |
| Хуан Пабло Ди Паче | Николас Тревино           | 3.01 |              |           | Регулярно    |

## Персонажи

### Основные персонажи

#### Кристофер Юинг
Кристофер Юинг (англ. Christopher Ewing) — персонаж американского телесериала «Даллас», продолжения одноименного телесериала 1978—1991 годов. Роль Кристофера исполнял актёр Джесси Меткалф начиная с пилотного эпизода, вышедшего 13 июня 2012 года, по финал третьего сезона, показанного 22 сентября 2014 года. В оригинальном сериале роль Кристофера исполнял Джошуа Харрис с 1985 по 1991 год, а ранее разные дети-актёры, наиболее продолжительно Эрик Фарлоу. Также персонаж появляется в сериале «Тихая пристань» в 1982 году, и задействован в телефильме 1996 года «Даллас: Джей Ар возвращается» в исполнении Криса Деметрала.

##### История развития
Кристофер является сыном наркоманки Кристин Шепард (Мэри Кросби), младшей сестры Сью Эллен Юинг, которая родила его 18 августа 1981 года. После смерти Кристин, Кристофера усыновила ныне покойная Памела Барнс Юинг и Бобби Юинг, купив его за 25 тысяч у её любовника Джеффа Фарадея. В 1983 году мать Памелы, Ребекка Блейк Вентворт (Присцилла Пойнтер), умирает и оставляет ему большое наследство. Тогда же Пэм и Бобби разводятся, и он остается с Памелой. В 1986 году они воссоединяются и возвращаются на ранчо, где также живёт Джон Росс. В 1987 году он узнает, что является приемным ребёнком.
В сериале 2012 года, Кристофер фактически становится Бобби, так как является таким же мягкотелым положительным героем. Основное место в сюжете уделяется его соперничеству с Джоном Россом, который напротив, оказывается основным антигероем. В пилотном эпизоде он женится на Ребекке Саттер, которая на самом деле является Памелой Ребеккой Купер Барнс, дочерью Клиффа Барнса и Эфтон Купер. Памела ранее расстроила его свадьбу с Эленой Рамос, которая после начала встречаться с Джоном Россом. Ближе к финалу первого сезона он узнает, что Ребекка не та, за кого себя выдает, и снова сближается с Эленой, вследствие чего Джон Росс ставит перед собой цель уничтожить Кристофера. Памела тем временем оказывается беременной и не хочет аннулировать их брак, так как её целью является доля в «Ewing Energies». С целью отомстить Кристоферу, она начинает сотрудничать с Джоном Россом. Ближе к финалу второго сезона, их с Памелой дети погибают так и не родившись, а она вскоре выходит замуж за Джона Росса, с которым Кристофер теперь заключил временное перемирие. В конце сезона Кристофер расстается с Эленой из-за её лжи насчет Дрю, замешанного во взрыве, вследствие которого и погибли его с Памелой дети.
В третьем сезоне персонаж был оттеснен на второй план и из весомых сюжетных линий имел лишь краткую связь с работающей на ранчо разведённой Хизер (Анна-Линн Маккорд). Персонаж был убит в финале третьего сезона, спасая Элену. По заявлению продюсера сериала Синтии Сидре Джош Хендерсон в ходе развития сериала де-факто стал его ведущем актёром, а персонаж Меткалфа наоборот, и она решила убрать его в пользу Хендерсона. Фактически персонаж погиб в автокатастрофе, в которой в 1987 году пострадала его приемная мать, Памела Барнс Юинг.

###### Приём критиков
И персонаж, и актёрская игра Джесси Меткалфа были негативно приняты критиками. Обозреватель Digital Spy, Алекс Флетчер, отметила, что Меткалф неестественно переигрывает, в особенности во втором сезоне.

#### Харрис Райланд
Харрис Райланд (англ. Harris Ryland) — персонаж американского телесериала «Даллас», продолжения одноименного телесериала 1978—1991 годов. Роль Харриса исполняет актёр Митч Пиледжи начиная с пятого эпизода первого сезона, вышедшего 4 июля 2012 года, по финал сериала, транслировавшийся 22 сентября 2014 года.

##### История развития
Митч Пиледжи присоединился к первому сезону 20 октября 2011 года, во второстепенной роли на несколько эпизодов. Его персонаж описывался как «Альфа-самец», который является бывшим мужем Энн Юинг.
Харрис Райланд является главой компании по грузоперевозкам и впервые появляется в эпизоде «Truth and Consequences», когда Юигам нужны его услуги. Харрис тем временем хочет расстроить брак Энн с Бобби, присылая ей ожерелье, вследствие чего Бобби приходит к нему в офис, чтобы и ударяет его. Харрис заявляет на Бобби и за ним приходит полиция. Затем он пытается заставить Сью Эллен Юинг отмывать ему деньги через её избирательный фонд, однако Энн рушит его планы, сделав скрытую запись их разговора, которой она шантажирует его в финале сезона.
Митч Пиледжи был повышен до основного состава начиная со второго сезона и получил больше экранного времени. Во втором сезоне он привозит в Даллас свою властную мать Джудит Браун Райланд и дочь Эмму Джудит Райланд Браун, которую он с матерью прятал от Энн в Европе более двадцати лет. Джудит тем временем оказывает сильное влияние на Харриса, будучи главой семьи и владельцем его бизнеса, в Эмма страдает от наркотической зависимости. Когда Харрис ссорится с Энн из-за Эммы, Энн стреляет в него и он попадает в больницу. В ходе судебного разбирательства Эмма сближается с матерью и уходит из дома Харриса, что не нравится Джудит. Харрис тем временем вступает в сговор с Клиффом Барнсом, давним врагом Юингов, и подстраивает взрыв на их объекте. Джудит не довольна им и хочет отстранить его он управления фирмой, но в ходе ссоры падает с лестницы и попадает в больницу, откуда Харрис отправляет её в психиатрическую лечебницу, чтобы сохранить власть. В финале второго сезона Эмма сдает Харриса властям и он садится в тюрьму.

#### Эмма Браун
Эмма Джудит Райланд Браун (англ. Emma Judith Ryland Brown) — персонаж американского телесериала «Даллас», продолжения одноименного телесериала 1978—1991 годов. Роль Эммы исполняет актриса Эмма Белл начиная с первого эпизода второго сезона, вышедшего 28 января 2013 года, по финал сериала, транслировавшийся 22 сентября 2014 года.

##### История развития
Эмма Белл получила роль Эммы 12 сентября 2012 года. Персонаж описывался как классическая красивая девушка, выросшая с Европе вместе со своей бабушкой. Вскоре стало известно, что персонаж будет дочерью Энн Юинг, которая та потеряла двадцать лет назад.
Эмма прибывает в Даллас вместе со своей властной бабушкой Джудит Браун Райланд (Джудит Лайт) и отцом Харрисом, который хочет при её помощи заставить Энн отдать ему компромат на него. Это приводит к тому, что Энн наконец встречается с дочерью, однако Эмма не хочет сближаться с ней, так как считает, что она её бросила. В ходе ссоры, Энн стреляет в Харриса и вследствие этого происходит судебный процесс, в котором Эмма сближается с матерью. В итоге она сбегает из дома и приходит к Энн на ранчо, чтобы попросить остаться жить с ней.
Эмма, занимающаяся конным спортом, тем временем тайно имеет наркотическую зависимость и любит взрослых мужчин. Между чередой партнеров, Эмма кратко крутит роман с Дрю Рамосом, который из-за этого становится безвольной жертвой Харриса, а после решает переключить своё внимание на Джона Росса Юинга III. Эмма тем временем решает отомстить отцу за то, что он разлучил её с Энн и сдает его властям. Финал второго сезона заканчивается сценой, в которой Джон Росс изменяет Памеле Ребекке Барнс с Эммой.
В третьем сезоне роман Эммы и Джона Росса является одной из ключевых сюжетных линий.

#### Дрю Рамос
Андрес «Дрю» Рамом (англ. Andres "Drew" Ramos) — персонаж американского телесериала «Даллас», продолжения одноименного телесериала 1978—1991 годов. Роль Дрю исполняет актёр Куно Бекер начиная с третьего эпизода второго сезона, вышедшего 4 февраля 2013 года.

##### История развития
Куно Бекер получил роль Дрю 19 октября 2012 года, будучи неизвестным для американской аудитории актёром. Его персонаж описывался как проблемный старший брат Элены Рамос и сын Кармен Рамос, который неожиданно для них возвращается на ранчо в начале второго сезона.
Дрю был задействован в основной сюжетной линии со взрывом, когда Харрис и Клифф объединились, чтобы отомстить Юингам, обманом заставив его подложить бомбу на объекте по продаже метана. К этому его привел краткий роман с дочерью Харриса, Эммой Браун, которая в свою очередь бросила его ради Джона Росса. Ближе к финалу второго сезона о том, что Дрю подложил бомбу узнали Юинги и он решил сбежать из Далласа. В третьем сезоне Куно Бекер был понижен с регулярного до периодического статуса.

#### Николас Тревино
Николас Тревино (англ. Nicolás Treviño) — персонаж американского телесериала «Даллас», продолжения одноименного телесериала 1978—1991 годов. Роль Николаса исполняет актёр Хуан Пабло Ди Паче начиная с первого эпизода третьего сезона, вышедшего 24 февраля 2014 года, по финал сериала, транслировавшийся 22 сентября 2014 года.

##### История развития
Аргентинский актёр Хуан Пабло Ди Паче присоединился к сериалу 29 октября 2013 года в регулярной роли Николаса Тревино.

### Второстепенный состав

#### Кармен Рамос
Кармен Рамос (англ. Carmen Ramos) — мать Элены и Дрю, работающая экономкой у Юингов с тех пор как её муж, работавший в «Юинг Ойл», умер и она с детьми лишилась их дома. Она является сестрой Терезы, экономки Юингов из оригинальго сериала. Хотя её дети уже взрослые, она продолжает заботиться о них, а также является практически членом семьи для Бобби, Энн и Кристофера, и недолюбливает Ребекку и Джей Ара. Актриса Марлен Форте исполнила роль Кармен начиная с пилотного эпизода. Форте изначально была заявлена как регулярный актёр, однако по необъяснимым причинам её персонаж оказался второстепенным.

#### Клифф Барнс
Клифф Барнс (англ. Cliff Barnes) — давний враг Джей Ара и отец Памелы Ребекки. Роль Клиффа исполнил Кен Керчевал, который появился во всех сезонах оригинального сериала. Керчевал эпизодически появляется в сериале 2012 года и зачисляется в титрах как «Специально приглашенная звезда». Клифф нормально относится к Бобби, но все ещё презирает Джей Ара. В финале первого сезона выясняется, что Ребекка Саттер оказывается его дочерью, которая проникла в семейство Юиногов с целью до конца уничтожить их бизнес. Клифф в итоге продолжает свою месть Юингам и объединяется с Харрисом. Он ответственен за взрыв, в котором пострадала Ребекка и погибли её нерожденные дети.

#### Марта Дель Соль
Марта Дель Соль (англ. Marta Del Sol) — она же Вероника Мартинес, аферистка, которая спит с Джоном Россом и вместе с ним обманом забирает у Бобби ранчо. Леонор Варела сыграла роль Марты в первом сезоне. Марта страдает биполярным расстройством и подсыпает наркотики Джону Россу, чтобы снять их секс-видео для последующего шантажа его им. Персонаж был хорошо принят критиками, которые отмечали яркость героини. Персонаж погибает от рук людей Винсенте Кано, когда тот узнает, что она украла его деньги.

#### Джудит Браун Райланд
Джудит Браун Райланд (англ. Judith Brown Ryland) — властная мать Харриса и бабушка Эммы. Роль Джудит сыграла Джудит Лайт. Она недолюбливает всех женщин Харриса и два десятилетия назад разрушила его брак с Энн. Джудит тайно воспитывала Эмму в Лондоне, вплоть до того момента, когда Харрис говорит о том, что она жива Энн с целью заполучить от неё запись, на которой он признается в своем шантаже Сью Эллен. Когда Джудит говорит Харрису, что не довольна им и хочет передать Эмме власть в её компании, между ними завязывается ссора и она падает с лестницы. Джудит в больнице пытается поговорить с Эммой, но из-за Харриса она ей не верит. Чтобы сохранить место главы в компании Харрис решает выставить Джудит психически нездоровой, и тайно отправляет её в лечебницу. Хотя персонаж был хорошо принят критиками, их недоумение вызвал кастинг на роль, так как Джудит Лайт старше Митч Пиледжи, сыгравшего её сына, всего на четыре года.

#### Висенте Кано
Висенте Кано (англ. Vicente Cano) — венесуэльский бизнесмен, который сотрудничал с Джоном Россом, Джей Аром и Мартой, чтобы получить прибыль от продажи нефти. Роль Винсенте сыграл Карлос Бернард. Когда Юинги не отдали ему деньги, он приказал своим людям избить Джона Росса в тюрьме, куда он попал за убийство Марты, опять же людьми Винсенте. Он позже был осужден за убийство, но выпущен по договоренности с посольством. После он решает отомстить Юингам и берет их в заложники, чтобы заполучить патент на метан Кристофера, но позже был застрелен Дрю.

### Остальные персонажи
- Люси Юинг (Шарлин Тилтон)
- Рэй Креббс (Стив Кэнэли)
- Вэлин Юинг (Джоан Ван Арк)
- Гэри Юинг (Тэд Шакелфорд)
- Кэлли Харпер Юинг (Кэти Подвелл)
- Мэнди Уингер (Дебора Шелтон)
- Эфтон Купер (Одри Ландерс)
- Томми Саттер (Каллард Харрис) — поддельный брат Памелы Ребекки.
- Бам (Кевин Пейдж) — помощник Джей Ара.
- Клайд Маршалл (Бретт Брок) — адвокат Юингов.
- Лу Розен (Гленн Моршауэр) — адвокат Юингов.
- Бо Маккейб (Донни Боаз) — рабочий на ранчо и торговец наркотиками.
- Фрэнк (Фаран Таир) — преданная правая рука Клиффа.
- Рой Викерс (Алекс Фернандес) — помощник Клиффа и Харриса.
- Карлос дель Соль (Кастуло Гуэрра) — мексиканский предприниматель.
- Ребекка Саттер (Алекс Маккенна) — настоящая Ребекка.
- Элисон Джонс (Энни Вершинг) — комиссар по транспорту.
- Кен Ричардс (Ли Мэйджорс) — первая любовь Сью Эллен.
- Сэм МакКонахи (Стивен Уэбер) — губернатор и враг Сью Эллен.
- Дэвид Гордон (Сэм Андерсон) — доктор Памелы Барнс Юинг.
- Джилл (Эмбер Бартлетт) — секретарь Кристофера.